# TV on the Radio

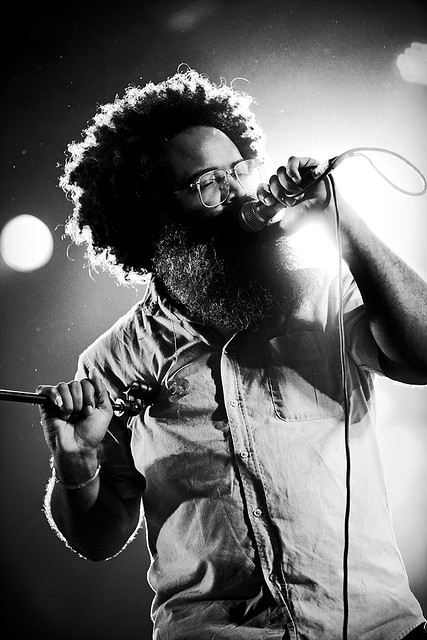
Zanger en gitarist Kyp Malone tijdens een optreden van TV on the Radio in 2009.

TV on the Radio (afgekort TVotR) is een Amerikaanse experimentele-rockband. De band ontstond in 2001 in Brooklyn, New York. De band kenmerkt zich door zeer uiteenlopende stijlen te combineren, waaronder indierock, a capella, free jazz, funk, raprock, reggaerock, new wave en verschillende Afrikaanse stijlen.

## Bandleden
TV on the Radio bestaat uit
- Tunde Adebimpe (zang),
- David Andrew Sitek (gitaar/keyboard),
- Kyp Malone (zang/gitaar)
- Jaleel Bunton (drums)
- Gerard Smith (bas(-gitaar)/keyboard). - overleden

Op verschillende opnames van de band speelden onder andere mee: Katrina Ford (van Celebration, zang), Kazu Makino (van Blonde Redhead, zang), Martin Perna (van Antibalas, saxofoon, fluit), David Bowie (zang) en Nick Zinner (van de Yeah Yeah Yeahs, gitaar).

## Geschiedenis
Multi-instrumentalist en producer David Andrew Sitek, startte in 2001 met TV on the Radio. Hij begon aanvankelijk met slechts één ander lid: zanger Tunde Adebimpe. Het duo maakt samen de demo OK Calculator, verwijzend naar het album OK Computer van Radiohead. Al vrij snel na de release van deze eerste demo komt Kyp Malone bij de groep en niet veel later volgen Gerard Smith en Jaleel Bunton. De bandleden hebben gemeen dat ze allemaal meerdere instrumenten beheersen en veel van experimentele muziek houden.
Hun debuut-cd, Desperate Youth, Blood Thirsty Babes, komt uit in 2004. Tot verrassing van de groep zelf zorgt het album voor hun internationale doorbraak. Deze plaat wordt onder meer door David Bowie zeer goed ontvangen. Bowie doet dan ook mee op het tweede album van de groep: Return to Coockie Mountain dat in 2006 verscheen. Deze plaat is iets donkerder dan de vorige, en ook dit album krijgt vrijwel alleen maar goede recensies. In 2008 kwam Dear Science uit, met meer pop-achtige nummers. Ook dit album werd goed ontvangen. Het Amerikaanse blad Rolling Stone en het Nederlandse muziekblad OOR riepen onafhankelijk van elkaar beide het derde album tot het beste album van 2008 uit. In 2011 werd het album Nine Types of Light uitgebracht.
TV on the Radio trad onder andere op Pukkelpop, Metropolis Festival en in Paradiso op.

## Discografie

### Albums
| Album met eventuele hitnotering(en) in de Nederlandse Album Top 100 | Datum van verschijnen | Datum van binnenkomst | Hoogste positie | Aantal weken | Opmerkingen |
| ------------------------------------------------------------------- | --------------------- | --------------------- | --------------- | ------------ | ----------- |
| OK calculator                                                       | 2002                  | -                     |                 |              | Demo        |
| Desperate youth, blood thirsty babes                                | 07-06-2004            | -                     |                 |              |             |
| Return to cookie mountain                                           | 03-07-2006            | -                     |                 |              |             |
| Dear science                                                        | 19-09-2008            | 27-09-2008            | 27              | 6            |             |
| Nine types of light                                                 | 08-04-2011            | 16-04-2011            | 82              | 1            |             |

| Album met hitnotering(en) in de Vlaamse Ultratop 200 albums | Datum van verschijnen | Datum van binnenkomst | Hoogste positie | Aantal weken | Opmerkingen |
| ----------------------------------------------------------- | --------------------- | --------------------- | --------------- | ------------ | ----------- |
| Return to cookie mountain                                   | 2006                  | 15-07-2006            | 52              | 10           |             |
| Dear science                                                | 2008                  | 27-09-2008            | 20              | 9            |             |
| Nine types of light                                         | 2011                  | 23-04-2011            | 51              | 3            |             |

### Ep's
| Releasedatum  | Titel                | Label        |
| ------------- | -------------------- | ------------ |
| 08-07-2003    | Young liars          | Touch and Go |
| 25-06-2004    | Staring at the sun   | 4AD          |
| 2007 - iTunes | Live sessions        | Touch and Go |
| 27-03-2007    | Live at Amoeba music | Interscope   |